# Bernie Leadon
 (juillet 2007).
Si vous disposez d'ouvrages ou d'articles de référence ou si vous connaissez des sites web de qualité traitant du thème abordé ici, merci de compléter l'article en donnant les références utiles à sa vérifiabilité et en les liant à la section « Notes et références ».
Bernard Mathew Leadon III, dit Bernie Leadon, né le 19 juillet 1947 à Minneapolis au Minnesota, est un musicien américain auteur-compositeur et membre fondateur des Eagles. Avant de jouer avec eux, il était membre de trois groupes country/rock, Hearts & Flowers, Dillard & Clark et les Flying Burrito Brothers. Il est multi-instrumentiste (guitare, banjo, mandoline, guitare steel, dobro) issu d’un fond de bluegrass. Il a présenté des éléments de cette musique à un large public au cours de son séjour avec les Eagles.
La carrière musicale de Bernie depuis son départ des Eagles a été modeste, donnant lieu à deux albums en solo avec un écart de 27 ans. Leadon a également figuré sur les albums de nombreux artistes en tant que musicien invité.

## Biographie

### Jeunesse et débuts musicaux
À San Diego, en Californie, Leadon a rencontré ses collègues musiciens Ed Douglas et Larry Murray du groupe local bluegrass, les Scottsville Squirrel Barkers. Les Barkers se sont révélés être un terrain fertile pour le futur talent rock de la Californie, notamment le timide joueur de mandoline Chris Hillman, âgé de 18 ans, avec qui Leadon a maintenu une amitié pour la vie. Rehaussés par le banjoïste (et le futur Flying Burrito Brother) Kenny Wertz, les Squirrel Barkers ont finalement proposé à Leadon de rejoindre le groupe, après que Wertz eut rejoint l’armée de l’air en 1963.
Bernie a ensuite rencontré le futur guitariste des Eagles, Don Felder, dont le groupe les Continentals, venait de perdre leur guitariste Stephen Stills.
Un appel de l'ex-Squirrel Barker, Larry Murray, en 1967 pour rejoindre son groupe country-folk psychédélique naissant, Hearts & Flowers, a amené Leadon en Californie, où il s'est impliqué dans la scène en plein essor du folk/country rock à Los Angeles. Leadon a enregistré un album avec le groupe, sa deuxième parution, Of Horses, Kids and Forgotten Women pour Capitol Records. L'album était un succès local mais n’a pas réussi à faire une petite différence dans les palmarès des albums nationaux. Découragé, le groupe s'est dissout l'année suivante.

### Dillard & Clark
À la fin de 1968, Leadon s'était lié d'amitié avec la légende du bluegrass, le banjo Doug Dillard, anciennement des Dillards. Alors qu'il habitait chez Dillard, Gene Clark, compositeur prolifique et ancien membre de Byrds, commença à prendre forme et se transforma en ce qui devint finalement Dillard & Clark, un groupe phare country-rock qui jeta les bases du son country-rock dominé la scène musicale de Los Angeles pour la prochaine décennie. En 1968, le groupe enregistre son album classique et très influent, The Fantastic Expedition de Dillard & Clark. L'album présentait les chœurs chaleureux et distinctifs de Leadon et un impressionnant travail multi-instrumental. Les points forts de l'album incluent plusieurs compositions coécrites avec Clark, notamment le futur titre de base des Eagles (une chanson emblématique de Leadon) de leur premier album, "Train Leaves Here This Morning".

### The Flying Burrito Brothers

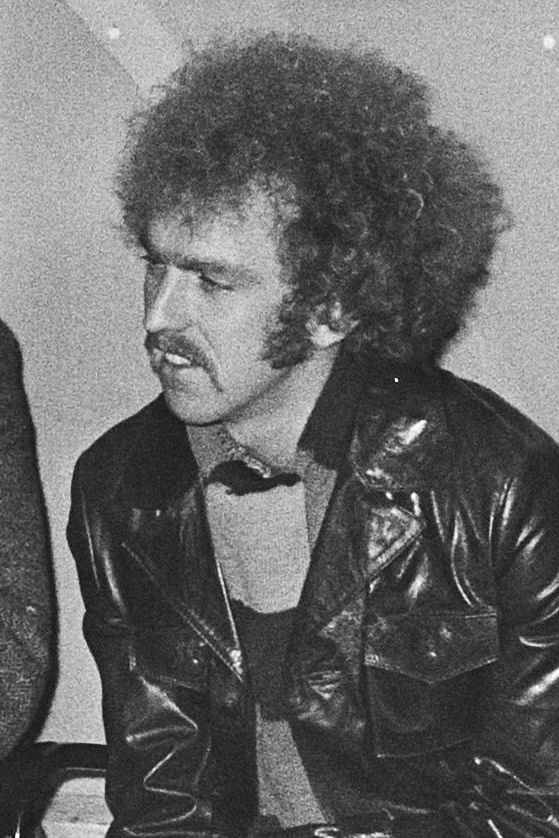
Bernie Leadon, 1970

Leadon quitta Dillard & Clark en 1969 pour renouer avec Chris Hillman, ancien Squirrel Barker et ex-Byrd), qui lui demanda de rejoindre The Flying Burrito Brothers, un groupe country/rock naissant formé par Hillman un an plus tôt. Bernie a enregistré deux albums avec le groupe: Burrito Deluxe et The Flying Burrito Bros. Après la sortie de ce dernier album en 1971, Leadon était fatigué du manque de succès commercial du groupe et a décidé de quitter pour profiter de l'occasion de jouer avec trois musiciens avec lesquels il avait travaillé alors qu'il accompagnait Linda Ronstadt durant l'été. Le projet qui en a résulté, les Eagles, a trouvé le succès dont il avait tant besoin.

### Les Eagles
Leadon était le dernier membre originel à avoir rejoint les Eagles, un groupe formé initialement par le guitariste/chanteur Glenn Frey, le batteur/chanteur Don Henley et l'ancien bassiste/chanteur de Poco, Randy Meisner. Leadon est souvent reconnu pour avoir contribué à façonner le son country-rock primitif du groupe, apportant à celui-ci son sens aigu de l'harmonie ainsi que son expérience du country, du bluegrass et de l'acoustique. Les instruments qu'il a joué durant son mandat étaient la guitare électrique, la guitare acoustique, le banjo, la mandoline, le dobro et la guitare pedal steel.
À la sortie de leur premier album éponyme, le groupe rencontre un succès quasi instantané, en grande partie grâce à la force de leurs hits, "Take It Easy", "Peaceful Easy Feeling" et "Witchy Woman" (écrite par Leadon et Henley), qui ont toutes souligné le talent instrumental de Bernie à la guitare électrique, au banjo et au chœurs. L'album suivant, Desperado, était une autre forte aventure country/rock soulignée par les classiques "Tequila Sunrise" et la pièce-titre. Bernie a joué un rôle de premier plan dans cet album, mais celui-ci a rencontré des critiques étonnamment mitigées et des ventes médiocres. En conséquence, le groupe a tenté de se démarquer du son country/rock pour son troisième album On the Border. Ce faisant, Leadon a encouragé le groupe à recruter son ami, le guitariste Don Felder, au sein du groupe. Le résultat est le hit "Already Gone", l'album contenait également "My Man", un hommage émouvant de Leadon à son ami Gram Parsons, décédé d'une overdose de drogue l'année précédente au monument national Joshua Tree, dans le sud-est de la Californie.
Avec le succès retentissant de On the Border et la suite de son succès, One of These Nights, la tension au sein du groupe s'est accrue, Leadon devenant de plus en plus frustré par le fait que le groupe s'éloignait de son style et de son bluegrass bien-aimés pour s'orienter vers un rock orienté album. Il a quitté le groupe en 1975 en versant une bière sur la tête de Glenn Frey. Il a ensuite évoqué le besoin de retrouver la santé et de briser le cercle vicieux des tournées, de l'enregistrement et de la consommation de drogue qui sévissait au sein du groupe.
Dès son départ, Asylum Records publie The Greatest Hits, qui souligne les années Leadon du groupe et devient l’album le plus vendu de tous les temps pour des ventes dépassant les 42 millions d’unités, attribué aux membres du groupe par la RIAA. Bernie Ledon a été remplacé au sein du groupe par l'ancien guitariste/chanteur de James Gang, Joe Walsh.
Bien que l’on pense depuis longtemps qu’il est parti parce qu’il était mécontent du groupe qui se lance dans le rock and roll, Leadon le nie et a déclaré en 2013: "C’est une simplification excessive; cela implique que je n’ai aucun intérêt pour le rock, le blues ou autre chose que la country. Ce n’est pas le cas. Je n’ai pas joué seulement avec une Fender Telecaster, mais aussi avec une Gibson Les Paul et j’ai aimé le rock & roll, comme en témoignent les premiers albums."

### Carrière ultérieure
À sa sortie des Eagles, Leadon se retire des feux de la rampe, pour refaire surface en 1977 avec son ami musicien Michael Georgiades pour son premier album solo, Natural Progressions avec Bryan Garofalo à la basse, Dave Kemper à la batterie, Steve Goldstein aux claviers, Mike Georgiades à la guitare et au chant.
En 1985, il enregistre un album de favoris bluegrass et gospel sous le titre Ever Call Ready, mettant en vedette Chris Hillman et Al Perkins. Il a également eu un bref passage avec le Nitty Gritty Dirt Band à la fin des années 1980.
En 1993, il est devenu membre de Run C & W, un groupe de nouveautés chantant les hits de Motown "bluegrass style", enregistrant deux albums pour MCA Records.
En 1998, Leadon a retrouvé les Eagles à New York pour l'intronisation du temple de la renommée du rock and roll. Les sept membres actuels et les anciens membres des Eagles ont joué ensemble dans «Take It Easy» et «Hotel California».
En 2004, il a publié son deuxième disque solo en 27 ans, Mirror.
Leadon a effectué quelques concerts avec les Eagles de 2013 à 2015 au cours de leur tournée "History of the Eagles". En 2015, Leadon est apparu sur le troisième album solo du producteur Ethan Johns, Silver Liner.
En février 2016, Leadon a participé à la cérémonie des Grammy Awards avec Jackson Browne et les membres survivants des Eagles - Don Henley, Joe Walsh et Timothy B. Schmit - interprétant "Take it Easy", en hommage à Glenn Frey, décédé un mois plus tôt.

### Vie privée
Son frère est le musicien Tom Leadon qui joue dans le groupe Mudcrutch qui a commencé la carrière de Tom Petty.
Pendant quelques années au milieu des années 1970, Leadon a vécu à Topanga Canyon, une enclave bohémienne connue pour ses résidents musiciens. Le studio d'enregistrement personnel de Leadon appartenait auparavant à l'auteur-compositeur-interprète Neil Young et était le lieu de fréquentes fêtes. Bernie a vécu avec Patti Davis, la fille à l'esprit libre du gouverneur conservateur de Californie, Ronald Reagan, qui faisait alors campagne pour la présidence et se tenait loin de sa fille parce que Leadon et elle étaient célibataires mais vivaient ensemble. Bernie et Patti ont écrit la chanson "I Wish You Peace", Leadon a insisté pour que les Eagles l'incluent dans l'album One of These Nights, contre la volonté de ses compagnons de groupe.
Leadon est divorcé et a un fils.
Il réside actuellement à Nashville, dans le Tennessee, où il est musicien de session et producteur.

## Discographie

### The Maundy Quintet
- 1967: 2's Better Than 3/I'm Not Alone (Paris Tower)

### Hearts & Flowers
- 1968: Of Horses, Kids and Forgotten Women (Capitol)

### Dillard & Clark
- 1968: The Fantastic Expedition of Dillard & Clark (A&M)
- 1969: Through the Morning, Through the Night (A&M)

### The Flying Burrito Brothers
- 1970: Burrito Deluxe (A&M)
- 1970: Sleepless Nights (A&M) - publié en 1976
- 1971: The Flying Burrito Bros (A&M)
- 1971: Devils in Disguise: 1971 Live Radio Broadcast (Smokin' / Let Them Eat Vinyl) - publié en 2012

### Eagles
- 1972: Eagles - (Asylum)
- 1973: Desperado (Asylum)
- 1974: On the Border (Asylum)
- 1975: One of These Nights (Asylum)

### Michael Georgiades
- 1977: The Bernie Leadon-Michael Georgiades Band - Natural Progressions (Asylum)

### Chris Hillman,David Mansfield,Al Perkins, andJerry Scheff
- 1985: Ever Call Ready (Maranatha! / A&M)

### Solo
- 2004: Mirror (Really Small Entertainment)

### Production
- 1975: David Bromberg - Midnight on the Water (Columbia)
- 1998: Tiny Town - Tiny Town (Atlantic / Pioneer)
- 1998: Full on the Mouth - Collide (Atlantic)
- 1998: CeCe Winans - Everlasting Love (Atlantic / Pioneer) - Producteur exécutif
- 2001: Judson Spence - I Guess I Love It (Pioneer)
- 2001: Full on the Mouth - People Mover (Pioneer)

### 1968 - 1969
- 1968: Nitty Gritty Dirt Band - Rare Junk (Liberty Records) - guitare
- 1968: Mary McCaslin - Rain: The Lost Album (Bear Family, publié en 1999) - guitare
- 1969: Buzz Clifford - See Your Way Clear (Dot) - dobro
- 1969: Music from Free Creek (Charisma) - Bernie joue sur Living Like a Fool et He Darked the Sun avec Linda Ronstadt.

### 1970 - 1979
- 1970: Bob Gibson - Bob Gibson (Capitol) - guitare
- 1970: Douglas Dillard - The Banjo Album (Together) - guitare
- 1970: Hedge & Donna Capers - Special Circumstances (Capitol) - dobro, guitare
- 1971: Barry McGuire and the Doctor (Eric Hord) - Barry McGuire & The Doctor (A&M) - guitare
- 1971: Linda Ronstadt de Linda Ronstadt - Bernie, guitare et chœurs sur 3 chansons.
- 1971: Bob Lind - Since There Were Circles (Capitol) - guitare solo
- 1971: Paul Siebel - Jack-Knife Gypsy (Elektra) - guitare
- 1972: Rita Coolidge - The Lady's Not for Sale (A&M) - guitare
- 1972: Rick Roberts - Windmills (A&M) - chant, guitare, banjo
- 1973: Gram Parsons - Sleepless Nights (A&M, released in 1976) - guitares
- 1974: Gram Parsons - Grievous Angel (Reprise) - guitares, dobro
- 1974: Randy Newman - Good Old Boys (Reprise) - chant
- 1975: Andy Fairweather Low - La Booga Rooga (A&M) - banjo, guitare
- 1975: Emmylou Harris - Pieces of the Sky (Reprise) - banjo, dobro, guitare, basse, chant
- 1975: Emmylou Harris - Elite Hotel (Reprise) - guitare, chant
- 1975: Danny O'Keefe - So Long Harry Truman (Atlantic) - chant
- 1976: Chris Hillman - Slippin' Away (Asylum) - guitare et chant sur "(Take Me In Your) Lifeboat"
- 1976: Andy Fairweather Low - Be Bop 'N' Holla (A&M) - guitares
- 1976: David Bromberg - How Late'll Ya Play 'Til? (Fantasy) - guitare
- 1977: Helen Reddy - Ear Candy (Capitol) - chant
- 1978: Artistes variés - White Mansions (A Tale From The American Civil War 1861-1865) (A&M) - guitares, dobro, banjo, mandoline, pedal steel, chant

### 1980 - 1989
- 1980: Artistes variés - The Legend of Jesse James (A&M) - guitare, banjo
- 1981: Chi Coltrane - Silk & Steel (CBS) - guitare
- 1982: Teresa Brewer - In London (Signature) - track 7, "Saturday Night" (écrite avec Don Henley, Glenn Frey et Randy Meisner)
- 1982: Chris Hillman - Morning Sky (Sugar Hill Records) - banjo sur "The Taker"
- 1982: Harry Browning & Laury Boone - Sweet Harmony (Lamb & Lion) - banjo
- 1984: Chris Hillman - Desert Rose (Sugar Hill) - chant, guitares, banjo, mandora, fiddle
- 1984: Stephen Stills - Right by You (Atlantic) - guitare, chant
- 1987: Bobby Durham - Where I Grew Up (HighTone) - guitare
- 1987: Helen Watson - Blue Slipper (Hit Or Miss) - guitare
- 1988: Bob Neuwirth - Back To The Front (Gold Castle Records) - dobro, banjo, mandoline
- 1988: John Hiatt - Slow Turning (A&M) - mandocello, guitare
- 1988: Artistes variés - Way Down Deep In My Soul (Sugar Hill) - banjo, vocals on track 9, "Turn Your Radio On"
- 1989: Alabama - Southern Star (RCA) - guitare, banjo, mandoline
- 1989: Green on Red - This Time Around (Off-Beat Records) - mandoline
- 1989: Helen Watson - The Weather Inside (Hit Or Miss) - mandoline sur "Dangerous Daybreak"
- 1989: Nanci Griffith - Storms (MCA) - guitares
- 1989: Nitty Gritty Dirt Band - Will the Circle Be Unbroken: Volume Two (Universal) - banjo

### 1990 - 1999
- 1990: Alabama - Pass It On Down (BMG) - guitare, banjo
- 1990: Kenny Rogers - Love Is Strange (Reprise) - guitare, mandola, mandoline
- 1990: Matraca Berg - Lying to the Moon (RCA) - guitare, banjo
- 1991: Bashung - Osez Joséphine (Barclay) - guitare, mandoline
- 1991: Hank Williams, Jr. - Pure Hank (Warner Bros.) - mandoline
- 1991: Kelly Willis - Bang Bang (MCA) - guitare
- 1991: Marty Balin - Better Generation (GWE) - mandola
- 1991: The Remingtons - Blue Frontier (RCA Victor) - guitare, tiple, banjo, mandoline
- 1991: Travis Tritt - It's All About to Change (Warner Bros.) - guitare, mandocello, mandola
- 1992: Alabama - American Pride (RCA Victor) - banjo, guitare, mandoline
- 1992: Branson Brothers - Heartmender (Warner Bros.) - guitares, banjo, mandola, mandoline, mandora
- 1992: Kathy Mattea - Lonesome Standard Time (Universal / Mercury) - guitares
- 1992: Robert Ellis Orrall - Flying Colors (RCA) - guitare
- 1992: Ronna Reeves - The More I Learn (Polygram / Mercury) - guitare, tiple
- 1992: Ronna Reeves - What Comes Naturally (Mercury) - guitare, mandoline
- 1992: Michelle Shocked - Arkansas Traveler (Mercury) - mandoline, guitare, banjo
- 1992: Restless Heart - Big Iron Horses (RCA) - banjo
- 1993: Alabama - Cheap Seats (RCA) - guitare, banjo
- 1993: David Crosby - Thousand Roads (Atlantic) - guitar (acoustic, electric)
- 1993: Patsy Moore - The Flower Child's Guide to Love & Fashion (Warner Alliance) - guitare, banjo
- 1993: Mitch Malloy - Ceilings & Walls (RCA) - guitare
- 1993: The Remingtons - Aim for the Heart (RCA / BNA) - guitare
- 1994: Bob Woodruff - Dreams and Saturday Nights (Asylum / Elektra) - banjo
- 1994: Stevie Nicks - Street Angel (Modern) - guitare, mandocello, mandoline
- 1995: Freelight - Freelight (San Francisco Sound) - guitare, banjo
- 1995: Pam Tillis - All of This Love (Arista) - banjo
- 1997: Amazing Rhythm Aces - Ride Again (Breaker) - guitare, banjo, mandoline
- 1998: Linda Ronstadt - We Ran (Elektra) - guitares, mandocello, chant
- 1998: Mancy Alan Kane - Paper Moon (Atlantic) - guitare
- 1999: Linda Ronstadt & Emmylou Harris - Western Wall: The Tucson Sessions (Asylum) - guitares, mandoline, basse, guitarron, mandocello

### 2000 - aujourd'hui
- 2003: Emmylou Harris - Stumble into Grace (Nonesuch) - guitare
- 2003: The Jayhawks - Rainy Day Music (American Recordings / Lost Highway) - banjo sur "Tailspin
- 2014: John Cowan - Sixty (Compass) - banjo
- 2015: Ethan Johns with the Black Eyed Dogs - Silver Liner (Three Crows / Caroline) - chant